# Semomesia croesus
Semomesia croesus is een vlindersoort uit de familie van de prachtvlinders (Riodinidae), onderfamilie Riodininae.
Semomesia croesus werd in 1776 beschreven door Fabricius.